# Themisto (měsíc)

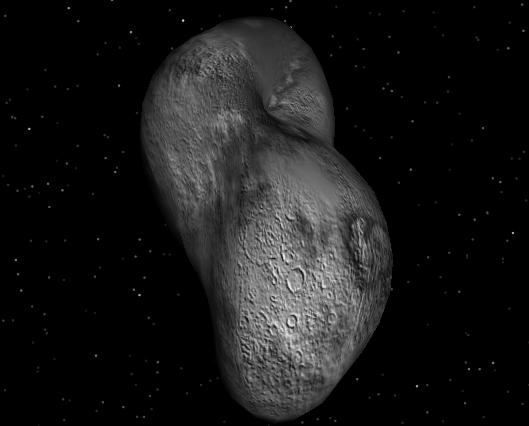
Umělecká představa měsíce Themisto

Diagram znázorňující oběžnou dráhu Themista (nahoře vlevo) spolu s ostatními, nepravidelně obíhajícími satelity

Themisto (odvozeno z /θɨmɪstoʊ/ thə-MIS-toe, nebo řecky Θεμιστώ), také známý jako Jupiter XVIII, je malý nepravidelný přirozený satelit Jupiteru. Objeven byl v roce 1975, poté se na dlouhou dobu ztratil z dohledu astronomických dalekohledů, přičemž ke znovuobjevení došlo až v roce 2000.

## Objev a pojmenování
Prvními objeviteli se dne 30. září 1975 stali Charles T. Kowal a Elizabeth Roemerová, objev však oznámili až 3. října 1975, kdy tento měsíc dostal označení S/1975 J 1. Avšak jen velmi málo pozorování dokázalo přesněji identifikovat jeho oběžnou dráhu a z tohoto důvodu se astronomům postupně ztratil z dohledu. V 80. letech se například v knihách uváděl jen jako poznámka pod čarou. V roce 2000 Scott S. Sheppard, David C. Jewitt, Yanga R. Fernández a Eugene A. Magnier objevili zdánlivě nový objekt, který dostal označení S/2000 J 1. Později bylo potvrzeno, že se jedná o stejné těleso jako to z roku 1975. V roce 2002 byl oficiálně pojmenován Themisto (podle řecké mytologie).

## Charakteristika
Themisto má velmi neobvyklou oběžnou dráhu. Na rozdíl od ostatních Jupiterových měsíců, které obíhají ve skupinách, obíhá Themisto sám mezi Galileovými měsíci a Rodinou Himalia. Themisto má v průměru asi 8 km.